# Hala Gezah
Hala Gezah (arabisch هالة جيزة, DMG Hāla Ǧīza; * 17. September 1989 in Tripolis) ist eine ehemalige libysche Leichtathletin, die sich auf den Sprint spezialisiert hat.

## Sportliche Laufbahn
Erste Erfahrungen bei internationalen Meisterschaften sammelte Hala Gezah im Jahr 2011, als sie bei den Panarabischen Spielen in Doha mit 13,34 s in der Vorrunde im 100-Meter-Lauf ausschied. Im Jahr darauf schied sie bei den Afrikameisterschaften in Porto-Novo mit 13,15 s im Vorlauf über 100 Meter aus. Anschließend nahm sie dank einer Wildcard an den Olympischen Sommerspielen in London teil und schied dort mit 13,24 s in der Vorausscheidungsrunde aus. Zudem war sie die Fahnenträgerin Libyens während der Abschlussveranstaltung der Spiele. Daraufhin beendete sie ihre aktive sportliche Karriere im Alter von 23 Jahren.

## Persönliche Bestleistungen
- 100 Meter: 13,15 s (−1,6 m/s), 27. Juni 2012 in Porto-Novo